# ایریاکو
ایریاکو (به ژاپنی: 永暦 Eiryaku) نام یک عصر تاریخی ژاپنی (نِنگُو) بود. این عصر بعد از هیجی و قبل از
اوهو  قرار داشت و از ژانویه ۱۱۶۰ تا سپتامبر ۱۱۶۱ میلادی به طول انجامید. در طی این عصر امپراتور نیجو، امپراتور ژاپن بود.